# Colletes faurei
Colletes faurei är en biart som beskrevs av Cockerell 1946. Colletes faurei ingår i släktet sidenbin, och familjen korttungebin. Inga underarter finns listade i Catalogue of Life.